# KBS 연예대상
《KBS 연예대상》은 한국방송공사가 주최하는 연말 예능 시상식이다. 1987년 제정된 《KBS 코미디대상》이 그 시초로, 1994년까지 이어지다가 1995년 《코미디 대축제》로 타이틀이 바꾸어 시상하였지만 폐지되었다. 그리고 2002년부터 《KBS 연예대상》이라는 타이틀로 다시 주최하여 오늘에 이르고 있다.

## 타이틀 변천사
- 1대 KBS 코미디대상: 1987년 ~ 1994년
- 2대 KBS 코미디대축제: 1995년 ~ 1996년, 1999년
- 3대 KBS 연예대상: 2002년 ~ 현재

## 역대 대상 수상자

### KBS 코미디대상 (1987~1994)
| 회차 | 연도   | 수상자 |
| ---- | ------ | ------ |
| 1회  | 1987년 | 김형곤 |
| 2회  | 1988년 | 심형래 |
| 3회  | 1989년 | 임하룡 |
| 4회  | 1990년 | 김미화 |
| 5회  | 1991년 | 임하룡 |
| 6회  | 1992년 | 이창훈 |
| 7회  | 1993년 | 이상해 |
| 8회  | 1994년 | 오재미 |

### KBS 코미디 대축제 (1995~1996, 1999)
| 회차 | 연도   | 수상자 |
| ---- | ------ | ------ |
| 1회  | 1995년 | 서세원 |

### KBS 연예대상 (2002~현재)
- 2017년은 방송사 파업으로 인하여 시상식이 진행되지 않음.

| 회차 | 연도   | 수상자                   | 프로그램                                                                |
| ---- | ------ | ------------------------ | ----------------------------------------------------------------------- |
| 1회  | 2002년 | 신동엽                   | 해피투게더                                                              |
| 2회  | 2003년 | 박준형                   | 개그콘서트                                                              |
| 3회  | 2004년 | 이혁재                   | 스펀지, 해피선데이, 스타골든벨, 꿈의 피라미드                           |
| 4회  | 2005년 | 유재석                   | 해피투게더                                                              |
| 5회  | 2006년 | 김제동                   | 해피선데이 - 품행제로, 스타골든벨, 연예가중계                           |
| 6회  | 2007년 | 탁재훈                   | 해피선데이 - 불후의 명곡, 상상플러스                                    |
| 7회  | 2008년 | 강호동                   | 해피선데이 - 1박 2일                                                    |
| 8회  | 2009년 | 강호동                   | 해피선데이 - 1박 2일                                                    |
| 9회  | 2010년 | 이경규                   | 해피선데이 - 남자의 자격                                                |
| 10회 | 2011년 | 해피선데이 - 1박 2일 팀  | 해피선데이 - 1박 2일                                                    |
| 11회 | 2012년 | 신동엽                   | 불후의 명곡 - 전설을 노래하다, 대국민 토크쇼 안녕하세요                 |
| 12회 | 2013년 | 김준호                   | 개그콘서트, 해피선데이 - 1박 2일, 인간의 조건                           |
| 13회 | 2014년 | 유재석                   | 해피투게더, 나는 남자다                                                 |
| 14회 | 2015년 | 이휘재                   | 해피선데이 - 슈퍼맨이 돌아왔다, 비타민                                  |
| 15회 | 2016년 | 김종민                   | 해피선데이 - 1박 2일                                                    |
| 16회 | 2018년 | 이영자                   | 대국민 토크쇼 안녕하세요, 볼 빨간 당신                                  |
| 17회 | 2019년 | 슈퍼맨이 돌아왔다 아빠들 | 슈퍼맨이 돌아왔다                                                       |
| 18회 | 2020년 | 김숙                     | 사장님 귀는 당나귀 귀, 옥탑방의 문제아들, 북유럽 , 악(樂)인전, 배틀트립 |
| 19회 | 2021년 | 문세윤                   | 1박 2일, 갓파더 - 新가족관계증명서, 트롯 매직유랑단                     |
| 20회 | 2022년 | 신동엽                   | 불후의 명곡                                                             |
| 21회 | 2023년 | 1박 2일 팀               | 1박 2일                                                                 |
| 22회 | 2024년 | 이찬원                   | 불후의 명곡, 신상출시 편스토랑, 셀럽병사의 비밀, 하이엔드 소금쟁이      |

## 역대 부문별 수상자

### KBS 코미디대상 (1987~1994)
| 부문        | 수상자 |
| ----------- | ------ |
| 남자 연기상 | 임하룡 |
| 여자 연기상 | 이성미 |
| 남자 신인상 | 이봉원 |
| 여자 신인상 | 임미숙 |
| 인기상      | 최양락 |
| 작가상      | 유성찬 |
| 특별상      | 송해   |

| 부문        | 수상자   |
| ----------- | -------- |
| 남자 연기상 | 김정식   |
| 여자 연기상 | 김미화   |
| 남자 신인상 | 양종철   |
| 여자 신인상 | 이현순   |
| 작가상      | 장덕균   |
| 작품상      | 동작그만 |
| 특별상      | 임희춘   |

| 부문        | 수상자                           |
| ----------- | -------------------------------- |
| 남자 연기상 | 최양락                           |
| 여자 연기상 | 임미숙                           |
| 남자 신인상 | 오재미                           |
| 여자 신인상 | 이희구                           |
| 작품상      | 코미디 하이웨이 - 도시로 간 참새 |
| 특별상      | 이상해                           |
| 작가상      | 최성호                           |

| 부문        | 수상자                      |
| ----------- | --------------------------- |
| 남자 연기상 | 심형래                      |
| 여자 연기상 | 이경애                      |
| 남자 조연상 | 이봉원                      |
| 여자 조연상 | 지영옥                      |
| 남자 신인상 | 이창훈                      |
| 여자 신인상 | 서현선                      |
| 작품상      | 웃는 날 좋은 날 - 이웃 사촌 |
| 특별상      | 최용순                      |
| 작가상      | 권미경                      |

| 부문        | 수상자                        |
| ----------- | ----------------------------- |
| 남자 연기상 | 장두석                        |
| 여자 연기상 | 최용순                        |
| 남자 신인상 | 서인석                        |
| 여자 신인상 | 김현영                        |
| 작품상      | 한바탕 웃음으로 - 봉숭아 학당 |
| 특별상      | 배삼룡                        |
| 인기상      | 오재미                        |

| 부문        | 수상자                                     |
| ----------- | ------------------------------------------ |
| 남자 연기상 | 오재미                                     |
| 여자 연기상 | 문영미                                     |
| 남자 신인상 | 김국진                                     |
| 여자 신인상 | 엄정필                                     |
| 인기상      | 양종철                                     |
| 작가상      | 김일태 (명랑극장 - 그러나 아무일도 없었다) |
| 작품상      | 유머1번지 - 추억의 책가방                  |
| 특별상      | 배수남                                     |

| 부문        | 수상자   |
| ----------- | -------- |
| 남자 연기상 | 오재미   |
| 여자 연기상 | 서현선   |
| 남자 신인상 | 양원경   |
| 여자 신인상 | 장미화   |
| 인기상      | 조금산   |
| 작가상      | 장덕균   |
| 작품상      | 황금가면 |
| 특별상      | 강영일   |

| 부문        | 수상자 |
| ----------- | ------ |
| 남자 연기상 | 이창훈 |
| 여자 연기상 | 장미화 |
| 남자 신인상 | 백재현 |
| 여자 신인상 | 조혜련 |
| 인기상      | 조혜련 |
| 작가상      | 이상덕 |

### KBS 코미디 대축제 (1995)
| 부문              | 수상자 |
| ----------------- | ------ |
| 댄싱 히어로상     | 조금산 |
| NG 대왕상         | 심형래 |
| 올림픽정신 실천상 | 손동환 |
| 새내기상          | 이병진 |
| 특별게스트상      | 태진아 |
| 특별연기상        | 김용건 |
| 인기상            | 남희석 |
| 작가상            | 심봉기 |

### KBS 연예대상 (2002~현재)

#### 시청자가 뽑은 최고의 프로그램 (최우수 프로그램)상
- 연속 수상 프로그램
  - 상상플러스 (2회, 2005-2006)
  - 해피선데이 (3회, 2008-2010)
  - 개그콘서트 (3회, 2011-2013)
  - 해피선데이 - 1박 2일 (3회, 2015-2016, 2018)
  - 1박 2일 (2회, 2020-2021)
  - 불후의 명곡 (3회, 2022-2024)

| 회차 | 연도   | 프로그램                       |
| ---- | ------ | ------------------------------ |
| 1회  | 2002년 | 해피투게더                     |
| 2회  | 2003년 | 개그콘서트                     |
| 3회  | 2004년 | 스펀지                         |
| 4회  | 2005년 | 상상플러스                     |
| 5회  | 2006년 | 상상플러스                     |
| 6회  | 2007년 | 해피투게더 시즌3               |
| 7회  | 2008년 | 해피선데이                     |
| 8회  | 2009년 | 해피선데이                     |
| 9회  | 2010년 | 해피선데이                     |
| 10회 | 2011년 | 개그콘서트                     |
| 11회 | 2012년 | 개그콘서트                     |
| 12회 | 2013년 | 개그콘서트                     |
| 13회 | 2014년 | 해피선데이 - 슈퍼맨이 돌아왔다 |
| 14회 | 2015년 | 해피선데이 - 1박 2일           |
| 15회 | 2016년 | 해피선데이 - 1박 2일           |
| 16회 | 2018년 | 해피선데이 - 1박 2일           |
| 17회 | 2019년 | 슈퍼맨이 돌아왔다              |
| 18회 | 2020년 | 1박 2일                        |
| 19회 | 2021년 | 1박 2일                        |
| 20회 | 2022년 | 불후의 명곡                    |
| 21회 | 2023년 | 불후의 명곡                    |
| 22회 | 2024년 | 불후의 명곡                    |

#### 최우수상
- 연속 수상자
  - 이영자 (2회, 2011-2012, 쇼/오락 여자)
  - 김준현 (2회, 2012-2013, 코미디 남자)
  - 유민상 (2회, 2015-2016, 코미디 남자)
  - 김지민 (2회, 2013 코미디 여자, 2014 쇼/오락 여자)
  - 김숙 (2회, 2016, 2018 토크&쇼 여자)
- 14회 (2015년) 쇼/오락 부문 최우수상은 남/여 통합으로 수상후보를 발표하였으며 그 중에서 수상자를 선정하였음.
- 15회 (2016년), 16회 (2018년) 최우수상은 토크&쇼 부문, 버라이어티 부문, 코미디 부문 등으로 세분화하여 수상자를 선정하였음.
- 17회 (2019년) 최우수상은 남/여 통합으로 수상후보를 발표하였으며 그 중에서 수상자를 선정하였음.
- 18회 (2020년)부터 최우수상은 코미디 부문 시상 폐지로 인해 리얼리티 부문, 쇼/버라이어티 부문으로 세분화하여 수상자를 선정하였음.

| 회차        | 쇼/오락                                                                           | 쇼/오락                                                                                   | 코미디        | 코미디                                                                 |
| ----------- | --------------------------------------------------------------------------------- | ----------------------------------------------------------------------------------------- | ------------- | ---------------------------------------------------------------------- |
| 1회 2002년  | 이경규                                                                            | 야! 한밤에                                                                                | 강성범 박준형 | 수다맨 갈갈이 삼형제, 청년백서                                         |
| 2회 2003년  | 유재석                                                                            | 슈퍼TV 일요일은 즐거워, 해피투게더                                                        | 정종철        | 봉숭아 학당, 생활사투리                                                |
| 3회 2004년  | 이휘재                                                                            | 스펀지                                                                                    | 박성호        | 봉숭아 학당                                                            |
| 4회 2005년  | 탁재훈                                                                            | 상상플러스, 해피투게더                                                                    | 김준호        | 집으로                                                                 |
| 5회 2006년  | 이휘재                                                                            | 상상플러스, 스펀지                                                                        | 정종철        | 마빡이                                                                 |
| 6회 2007년  | 남희석 현영                                                                       | 미녀들의 수다 하이파이브                                                                  | 김대희        | 대화가 필요해                                                          |
| 7회 2008년  | 정은아                                                                            | 비타민                                                                                    | 김병만        | 달인                                                                   |
| 8회 2009년  | 박미선                                                                            | 해피투게더 시즌3                                                                          | 박성호        | 남성인권보장위원회                                                     |
| 9회 2010년  | 황수경 이승기                                                                     | 열린음악회 1박 2일                                                                        | 박지선 김병만 | 솔로천국 커플지옥, 조아족 달인                                         |
| 10회 2011년 | 이영자 이수근                                                                     | 대국민 토크쇼 안녕하세요 1박 2일, 김승우의 승승장구 청춘불패 2                            | 정경미 김준호 | 풀하우스,불편한 진실 감수성                                            |
| 11회 2012년 | 이영자 김승우                                                                     | 대국민 토크쇼 안녕하세요, 청춘불패 2 김승우의 승승장구, 1박 2일                           | 신보라 김준현 | 용감한 녀석들, 생활의 발견 네가지, 생활의 발견                         |
| 12회 2013년 | 차태현 박미선                                                                     | 1박 2일 해피투게더 시즌3, 맘마미아                                                        | 김준현 김지민 | 편하게 있어 뿜 엔터테인먼트                                            |
| 13회 2014년 | 추성훈 김지민                                                                     | 슈퍼맨이 돌아왔다 가족의 품격 풀하우스 인간의 조건, 위기탈출 넘버원                       | 김대희 김영희 | 쉰 밀회 끝사랑                                                         |
| 14회 2015년 | 김종민 박명수                                                                     | 1박 2일 해피투게더, 나를 돌아봐                                                           | 유민상 김민경 | 나는 킬러다, 민상토론, 리얼 사운드 속상해, 이.개.세, 301 302           |
| 15회 2016년 | 정재형 (토크&쇼) 김숙 (토크&쇼) 이동국 (버라이어티) 라미란 (버라이어티)           | 불후의 명곡 2 배틀 트립, 언니들의 슬램덩크 슈퍼맨이 돌아왔다 언니들의 슬램덩크            | 유민상 이수지 | 세.젤.예, 1대1, 사랑이LARGE, 리얼사운드, 웰컴 백 쇼 세.젤.예, 가족같은 |
| 16회 2018년 | 문희준 (토크&쇼) 김숙 (토크&쇼) 데프콘 (버라이어티) 샘 해밍턴 (버라이어티)        | 불후의 명곡 2 배틀 트립 1박 2일 슈퍼맨이 돌아왔다                                         | 권재관 신봉선 | 비둘기 마술단, 욜老 민박, 해봅시다, 대화가 필요해 1987, #Scene봉선생   |
| 17회 2019년 | 김승현                                                                            | 살림하는 남자들                                                                           | 박준형        | 2019 생활사투리, 바바바 브라더스                                       |
| 18회 2020년 | 팝핀현준, 박애리 (리얼리티) 현주엽 (리얼리티) 문세윤 (쇼/버라이어티)              | 살림하는 남자들, 불후의 명곡 2 사장님 귀는 당나귀 귀 1박 2일                              | 빈칸          | 빈칸                                                                   |
| 19회 2021년 | 허재 (리얼리티) 장윤정 (쇼/버라이어티)                                            | 사장님 귀는 당나귀 귀, 갓파더 - 新가족관계증명서 노래가 좋아, 슈퍼맨이 돌아왔다, 랜선장터 |               |                                                                        |
| 20회 2022년 | 이천수 (리얼리티) 사유리 (리얼리티) 딘딘 (쇼/버라이어티) 류수영 (쇼/버라이어티)   | 살림하는 남자들 슈퍼맨이 돌아왔다 1박 2일 신상출시 편스토랑                               |               |                                                                        |
| 21회 2023년 | 이찬원 (리얼리티) 제이쓴 (리얼리티) 김준현 (쇼/버라이어티) 홍진경 (쇼/버라이어티) | 불후의 명곡, 신상출시 편스토랑, 옥탑방의 문제아들 슈퍼맨이 돌아왔다 불후의 명곡 홍김동전  |               |                                                                        |
| 22회 2024년 | 김준호 (리얼리티) 장민호 (리얼리티) 신윤승 (쇼/버라이어티) 조세호 (쇼/버라이어티) | 슈퍼맨이 돌아왔다 신상출시 편스토랑, 2장 1절 개그콘서트 1박 2일                           |               |                                                                        |

#### 우수상
- 연속 수상자
  - 신봉선 (3회, 2007 코미디 여자, 2008-2009 쇼/오락 여자)
  - 이수근 (2회, 2009-2010 쇼/오락 남자)
  - 컬투 (정찬우, 김태균) (2회, 2012-2013 쇼/오락 남자)
- 15회 (2016년), 16회 (2018년) 우수상은 토크&쇼 부문, 버라이어티 부문, 코미디 부문 등으로 세분화하여 수상자를 선정하였음.
- 17회 (2019년) 우수상은 남/여 통합으로 수상후보를 발표하였으며 그 중에서 수상자를 선정하였음.
- 18회 (2020년)부터 우수상은 코미디 부문 시상 폐지로 인해 리얼리티 부문, 쇼/버라이어티 부문으로 세분화하여 수상자를 선정하였음.

| 회차        | 쇼/오락                                                                           | 쇼/오락 | 코미디                | 코미디                                                                                |
| ----------- | --------------------------------------------------------------------------------- | --- | --------------------- | ------------------------------------------------------------------------------------- |
| 2회 2003년  | 윤도현                                                                            | 윤도현의 러브레터                                                                                             | 임혁필                | 봉숭아 학당                                                                           |
| 3회 2004년  | 지석진                                                                            | 해피선데이 | 정형돈                | 꽃보다 아름다워                                                                       |
| 4회 2005년  | 김제동                                                                            | 지금 만나러 갑니다                                                                                            | 장동민 김현숙         | 봉숭아 학당                                                                           |
| 5회 2006년  | 현영 정선희                                                                       | 해피선데이 | 강유미 김대범         | 사랑의 카운슬러 마빡이                                                                |
| 6회 2007년  | 박지윤 지석진                                                                     | 스타 골든벨 , 하이파이브                                                                                      | 변기수 신봉선         | 까다로운 변선생 대화가 필요해                                                         |
| 7회 2008년  | 신봉선                                                                            | 샴페인, 해피투게더 시즌3                                                                                      | 박지선 황현희         | 봉숭아 학당 황현희PD의 소비자고발                                                     |
| 8회 2009년  | 신봉선 이수근                                                                     | 샴페인, 해피투게더 시즌3 상상플러스, 1박 2일                                                                  | 강유미, 안영미 윤형빈 | 분장실의 강선생님 봉숭아 학당                                                         |
| 9회 2010년  | 구하라 이수근                                                                     | 청춘불패 1박 2일                                                                                              | 허안나 박영진         | 슈퍼스타 KBS, 나를 술푸게 하는 세상 두분토론                                          |
| 10회 2011년 | 김경란 김승우                                                                     | 스펀지 0, 사랑의 리퀘스트 김승우의 승승장구                                                                   | 신보라 최효종, 김원효 | 슈퍼스타KBS, 생활의발견 애정남, 사마귀유치원 비상 대책 위원회                         |
| 11회 2012년 | 황신혜 정찬우, 김태균 (컬투)                                                      | 패밀리 대국민 토크쇼 안녕하세요                                                                               | 김지민 허경환, 정태호 | 불편한진실, 거지의품격 네가지, 거지의품격 용감한 녀석들, 정여사                       |
| 12회 2013년 | 정찬우, 김태균 (컬투) 박은영                                                      | 대국민 토크쇼 안녕하세요 연예가중계, 비타민, 맘마미아                                                         | 유민상 김민경         | 나쁜 사람, "... ...", 전설의 레전드, 안 생겨요 불편한 진실, 뿜 엔터테인먼트, 로비스트 |
| 13회 2014년 | 데프콘 김신영                                                                     | 1박 2일 해피투게더, 인간의 조건                                                                               | 조윤호 허안나         | 깐죽거리 잔혹사 시청률의 제왕, 대학로 로맨스, 나 혼자 남자다, 10년 후                 |
| 14회 2015년 | 송일국 김수미                                                                     | 슈퍼맨이 돌아왔다 나를 돌아봐                                                                                 | 이상훈 이수지         | 핵존심, 스톡홀름 신드롬, 니글니글 알포인트, 스톡홀름 신드롬, HER                      |
| 15회 2016년 | 전현무 (토크&쇼) 이범수, 기태영 (버라이어티)                                      | 해피투게더 시즌3, 트릭 & 트루 슈퍼맨이 돌아왔다                                                               | 송영길 이현정         | 무.리.텔, 비호행, 넘사벽, 가족같은, 나타나 님은 딴 곳에, 가족같은                     |
| 16회 2018년 | 성시경 (토크&쇼) 조세호 (토크&쇼) 고지용 (버라이어티) 김승현 (버라이어티)         | 배틀 트립 해피투게더 해피선데이 - 슈퍼맨이 돌아왔다 살림하는 남자들                                           | 송준근 박소라         | 봉숭아 학당, 감동시대, 당황스럽다 투잡 공화국, 당황스럽다                             |
| 17회 2019년 | 도경완 김태우                                                                     | 슈퍼맨이 돌아왔다, 신상출시 편스토랑, 노래가 좋아 불후의 명곡 - 전설을 노래하다                               | 서태훈                | 트로트라마, 히든보이스                                                                |
| 18회 2020년 | 이유리 (리얼리티) 딘딘 (쇼/버라이어티)                                            | 신상출시 편스토랑 1박 2일                                                                                     | 빈칸                  | 빈칸                                                                                  |
| 19회 2021년 | 오윤아 (리얼리티) 장민호 (리얼리티) 연정훈 (쇼/버라이어티) 이승윤 (쇼/버라이어티) | 신상출시 편스토랑 갓파더 - 新가족관계증명서 1박 2일 개승자                                                    |                       |                                                                                       |
| 20회 2022년 | 김병현 (리얼리티) 제이쓴 (리얼리티) 김신영 (쇼/버라이어티) 이찬원 (쇼/버라이어티) | 사장님 귀는 당나귀 귀 슈퍼맨이 돌아왔다 전국노래자랑, 빼고파 불후의 명곡 - 전설을 노래하다, 신상출시 편스토랑 |                       |                                                                                       |
| 21회 2023년 | 김준호 (리얼리티) 최정훈 (쇼/버라이어티) 주우재 (쇼/버라이어티)                   | 슈퍼맨이 돌아왔다 더 시즌즈, 지구 위 블랙박스 홍김동전                                                        |                       |                                                                                       |
| 22회 2024년 | 박수홍 (리얼리티) 정지선 (리얼리티) 이준 (쇼/버라이어티) 이영지 (쇼/버라이어티)   | 슈퍼맨이 돌아왔다 사장님 귀는 당나귀 귀 1박 2일 더 시즌즈                                                     |                       |                                                                                       |

#### 신인상
- 개그콘서트는 매회 연속 최우수상, 우수상, 신인상 수상자 배출 (코미디 부문)
- 15회 (2016년), 16회 (2018년) 신인상은 토크&쇼 부문, 버라이어티 부문, 코미디 부문 등으로 세분화하여 수상자를 선정하였음.
- 17회 (2019년) 신인상은 남/여 통합으로 수상후보를 발표하였으며 그 중에서 수상자를 선정하였음.
- 18회 (2020년)부터 신인상은 코미디 부문 시상 폐지로 인해 리얼리티 부문, 쇼/버라이어티 부문으로 세분화하여 수상자를 선정하였음.

| 회차        | 쇼/오락                                                       | 코미디                        |
| ----------- | ------------------------------------------------------------- | ----------------------------- |
| 1회 2002년  | 이효리, 장나라                                                | 이정수                        |
| 2회 2003년  | 강수정 김제동                                                 | 정형돈, 서남용 권진영, 김다래 |
| 3회 2004년  | 김경란 김현욱                                                 | 강유미, 안상태, 정철규        |
| 4회 2005년  | 노현정                                                        | 유세윤, 박휘순 안영미, 신봉선 |
| 5회 2006년  | 박지윤                                                        | 안일권 김지민                 |
| 6회 2007년  | 최송현 한석준                                                 | 김원효 박지선                 |
| 7회 2008년  | 이지애 이수근                                                 | 김경아 박성광                 |
| 8회 2009년  | 김신영 전현무                                                 | 오나미 허경환                 |
| 9회 2010년  | 이시영 김승우                                                 | 김영희 최효종                 |
| 10회 2011년 | 박은영 양준혁                                                 | 이희경 정태호                 |
| 11회 2012년 | 수지 주원, 주상욱                                             | 박소영 김기리                 |
| 12회 2013년 | 윤보라 존 박                                                  | 안소미 이문재                 |
| 13회 2014년 | 차유람 김주혁                                                 | 이수지 송필근                 |
| 14회 2015년 | 설현 박보검, 이재윤                                           | 이현정 이세진                 |
| 15회 2016년 | 최태준, 엄현경 (토크&쇼) 윤시윤, 민효린 (버라이어티)          | 김승혜 홍현호                 |
| 16회 2018년 | 최원명, Kei (토크&쇼) 에릭 남, 이하늬 (버라이어티)            | 김니나 이승환                 |
| 17회 2019년 | 정일우 심영순                                                 | 배정근                        |
| 18회 2020년 | 김일우, 김재원 (리얼리티) 김선호 (쇼/버라이어티)              | 빈칸                          |
| 19회 2021년 | 홍성흔 가족 (리얼리티) 라비 (쇼/버라이어티)                   | 빈칸                          |
| 20회 2022년 | 양세형, 정태우 (리얼리티) 나인우 (쇼/버라이어티)              | 빈칸                          |
| 21회 2023년 | 진서연, 정지선 (리얼리티) 골든걸스 팀, 유선호 (쇼/버라이어티) | 빈칸                          |
| 22회 2024년 | 박서진, 이상우 (리얼리티) 지코, 카리나 (쇼/버라이어티)        | 빈칸                          |

#### 올해의 예능인상
- 19회 (2021년)부터 시상하기 시작했으며, 해당년도 대상후보 전원이 받는 상임.

| 회차 | 연도   | 수상자      | 프로그램                                                                               | 비고     |
| ---- | ------ | ----------- | -------------------------------------------------------------------------------------- | -------- |
| 19회 | 2021년 | 김숙        | 사장님 귀는 당나귀 귀, 옥탑방의 문제아들, 북유럽                                       | 공동수상 |
| 19회 | 2021년 | 전현무      | 사장님 귀는 당나귀 귀                                                                  | 공동수상 |
| 19회 | 2021년 | 김종민      | 1박 2일                                                                                | 공동수상 |
| 19회 | 2021년 | 문세윤      | 1박 2일, 갓파더 - 新가족관계증명서, 트롯 매직유랑단                                    | 공동수상 |
| 19회 | 2021년 | 박주호 가족 | 슈퍼맨이 돌아왔다                                                                      | 공동수상 |
| 20회 | 2022년 | 김숙        | 사장님 귀는 당나귀 귀, 옥탑방의 문제아들, 홍김동전 갓파더 - 新가족관계증명서, 아기싱어 | 공동수상 |
| 20회 | 2022년 | 신동엽      | 불후의 명곡 - 전설을 노래하다                                                          | 공동수상 |
| 20회 | 2022년 | 전현무      | 사장님 귀는 당나귀 귀                                                                  | 공동수상 |
| 20회 | 2022년 | 김종민      | 1박 2일                                                                                | 공동수상 |
| 20회 | 2022년 | 이경규      | 개는 훌륭하다, 신상출시 편스토랑                                                       | 공동수상 |
| 21회 | 2023년 | 신동엽      | 불후의 명곡                                                                            | 공동수상 |
| 21회 | 2023년 | 김숙        | 사장님 귀는 당나귀 귀, 옥탑방의 문제아들, 홍김동전                                     | 공동수상 |
| 21회 | 2023년 | 전현무      | 사장님 귀는 당나귀 귀, 노머니 노아트, 서치:미                                          | 공동수상 |
| 21회 | 2023년 | 1박 2일 팀  | 1박 2일                                                                                | 공동수상 |
| 21회 | 2023년 | 박진영      | 골든걸스                                                                               | 공동수상 |
| 21회 | 2023년 | 류수영      | 신상출시 편스토랑                                                                      | 공동수상 |
| 21회 | 2023년 | 이천수      | 살림하는 남자들                                                                        | 공동수상 |
| 22회 | 2024년 | 김종민      | 1박 2일                                                                                | 공동수상 |
| 22회 | 2024년 | 류수영      | 신상출시 편스토랑                                                                      | 공동수상 |
| 22회 | 2024년 | 유재석      | 싱크로유                                                                               | 공동수상 |
| 22회 | 2024년 | 이찬원      | 불후의 명곡, 신상출시 편스토랑, 하이엔드 소금쟁이, 셀럽병사의 비밀                     | 공동수상 |
| 22회 | 2024년 | 전현무      | 사장님 귀는 당나귀 귀                                                                  | 공동수상 |

#### 방송 작가상
- 16회 (2018년)에는 '안녕하세요' 팀 전체가 작가상을 수상하였음. 
 (당시 멤버 : 문은애, 박재은, 이두리, 박다혜, 이은주, 장혜영, 박예나, 김지윤)
- 17회 (2019년)부터 코미디 부문 수상자가 없었으며, 쇼/오락 부문만 수상자를 선정하였음.
- 21회 (2023년)에는 쇼/오락 부문 대신 버라이어티/음악쇼 부문으로 수상자를 선정하였음.

| 회차        | 쇼/오락                                                                       | 코미디              |
| ----------- | ----------------------------------------------------------------------------- | ------------------- |
| 4회 2005년  | 문은애 (상상플러스, 위기탈출 넘버원) 신여진 (해피투게더, 좋은사람 소개시켜줘) | 김은미 (개그콘서트) |
| 5회 2006년  | 이현주 (비타민)                                                               | 홍윤희 (개그콘서트) |
| 6회 2007년  | 임기홍 (연예가중계)                                                           | 이남규 (개그콘서트) |
| 7회 2008년  | 이우정 (1박 2일)                                                              | 강윤미 (개그콘서트) |
| 8회 2009년  | 정한욱 (전국노래자랑)                                                         | 백성운 (개그콘서트) |
| 9회 2010년  | 이돈경 (사랑의 리퀘스트)                                                      | 이상덕 (개그콘서트) |
| 10회 2011년 | 모은설 (승승장구), 조기쁨 (해피투게더)                                        | 최대웅 (개그스타)   |
| 11회 2012년 | 최재영 (1박 2일)                                                              | 조예현 (개그콘서트) |
| 12회 2013년 | 이현숙 (연예가중계)                                                           | 이상덕 (개그콘서트) |
| 13회 2014년 | 김정선 (해피선데이-슈퍼맨이 돌아왔다) 김지은 (불후의 명곡 2)                  | 이상덕 (개그콘서트) |
| 14회 2015년 | 이상준 (나는 대한민국)                                                        | 최성혜 (개그콘서트) |
| 15회 2016년 | 정선영 (1박 2일), 지현숙 (언니들의 슬램덩크)                                  | 윤기영 (개그콘서트) |
| 16회 2018년 | 심은하 (살림하는 남자들), 안녕하세요 팀 (안녕하세요)                          | 장종원 (개그콘서트) |
| 17회 2019년 | 백순영 (슈퍼맨이 돌아왔다, 신상출시 편스토랑)                                 | 빈칸                |
| 18회 2020년 | 김지은 (불후의 명곡, 트롯 전국체전, 노래가 좋아 대한민국 어게인 나훈아)       | 빈칸                |
| 19회 2021년 | 노진영 (1박 2일)                                                              | 빈칸                |
| 20회 2022년 | 권유경 (살림하는 남자들, 슈퍼맨이 돌아왔다)                                   | 빈칸                |
| 21회 2023년 | 양영미 (열린음악회), 최혜란 (1박 2일)                                         | 빈칸                |
| 22회 2024년 | 서현아 (더 시즌즈), 이민주 (살림하는 남자들)                                  | 빈칸                |

#### 최우수 아이디어(코너)상
- 개그콘서트는 매 회차마다 최우수 아이디어상을 받아왔음.
- 18회 (2020년) 이후 시상하지 않았다가 21회 (2023년) 이후 시상을 재개하였음.

| 회차 | 연도   | 프로그램(코너)                                                                           |
| ---- | ------ | ---------------------------------------------------------------------------------------- |
| 1회  | 2002년 | 개그콘서트 - 생활사투리 출발 드림팀                                                      |
| 2회  | 2003년 | 개그콘서트 - 도레미 트리오 해피투게더 - 쟁반노래방 좋은나라 운동본부 - 최재원의 양심추적 |
| 3회  | 2004년 | 개그콘서트 - 깜빡 홈쇼핑 스펀지 - 스펀지 연구소 아침마당 - 그 사람이 보고싶다            |
| 4회  | 2005년 | 개그콘서트 - 사랑의 가족 상상플러스 - 세대공감 올드 앤 뉴                                |
| 5회  | 2006년 | 개그콘서트 - 마빡이 해피선데이 - 날아라 슛돌이                                           |
| 6회  | 2007년 | 개그콘서트 - 대화가 필요해 해피선데이 - 1박 2일                                          |
| 7회  | 2008년 | 개그콘서트 - 달인                                                                        |
| 8회  | 2009년 | 개그콘서트 - 분장실의 강선생님                                                           |
| 9회  | 2010년 | 개그콘서트 - 두분토론                                                                    |
| 10회 | 2011년 | 개그콘서트 - 애정남                                                                      |
| 11회 | 2012년 | 개그콘서트 - 용감한 녀석들                                                               |
| 12회 | 2013년 | 개그콘서트 - 황해                                                                        |
| 13회 | 2014년 | 개그콘서트 - 끝사랑                                                                      |
| 14회 | 2015년 | 개그콘서트 - 민상토론                                                                    |
| 15회 | 2016년 | 개그콘서트 - 세.젤.예                                                                    |
| 16회 | 2018년 | 개그콘서트 - 이런 사이다                                                                 |
| 17회 | 2019년 | 개그콘서트 - 주간 박성광                                                                 |
| 21회 | 2023년 | 개그콘서트 - 데프콘 어때요                                                               |
| 22회 | 2024년 | 개그콘서트 - 심곡 파출소                                                                 |

#### 우수 코너상
- 4회 (2005년)부터 시상하기 시작하였으나 6회 (2007년) 이후 시상하지 않았음.

| 회차 | 연도   | 프로그램(코너)                                                |
| ---- | ------ | ------------------------------------------------------------- |
| 4회  | 2005년 | 폭소클럽 - 마른인간연구 X파일 해피선데이 - 지금 만나러 갑니다 |
| 5회  | 2006년 | 개그콘서트 - 고음불가 비타민 - 위대한 밥상                    |
| 6회  | 2007년 | 개그콘서트 - 까다로운 변선생 해피선데이 - 불후의 명곡         |

#### 최고 엔터테이너 (베스트 엔터테이너 / 최고 인기)상
- 2회 (2003년), 17회 (2019년)에는 시상이 이루어지지 않았음.
- 해피선데이는 3회 (2004년)부터 14회 (2015년)까지 12회 연속 최고 엔터테이너상 (베스트 엔터테이너상/최고 인기상) 수상자를 배출하였음 
 (여걸 6, 1박 2일, 남자의 자격, 슈퍼맨이 돌아왔다 등).
- 최강창민은 12회 (2013년) 당시 예능 신인으로서 최고 엔터테이너상을 수상한 이력이 있음.[2]
- 18회 (2020년)과 19회 (2021년) 베스트 엔터테이너상은 리얼리티, 쇼/버라이어티 부문으로 세분화하여 수상자를 선정하였음.

| 회차        | 수상자(수상작) | 부문                |
| ----------- | --- | ------------------- |
| 1회 2002년  | 김영진 (개그콘서트) 강병규 (자유선언 토요대작전) 이혁재 (자유선언 토요대작전) | 베스트 엔터테이너상 |
| 2회 2003년  | 빈칸 | 베스트 엔터테이너상 |
| 3회 2004년  | 정선희 (해피선데이-여걸파이브) | 베스트 엔터테이너상 |
| 4회 2005년  | 김종국 (해피선데이-날아라 슛돌이) 노주현 (비타민) | 베스트 엔터테이너상 |
| 5회 2006년  | 김종민 (해피선데이-여걸 6) | 베스트 엔터테이너상 |
| 6회 2007년  | 김구라 (스타골든벨) 이수근 (1박 2일) 김성은 (불후의 명곡) | 베스트 엔터테이너상 |
| 7회 2008년  | 이승기 (1박 2일) | 최고 인기상         |
| 8회 2009년  | 김성민 (남자의 자격) 김태원 (남자의 자격) 이하늘 (천하무적 야구단) | 최고 엔터테이너상   |
| 9회 2010년  | 박명수 (해피투게더, 스쿨 버라이어티 백점만점) 은지원 (1박 2일, 위기탈출 넘버원) | 최고 엔터테이너상   |
| 10회 2011년 | 엄태웅 (1박 2일) 전현무 (남자의 자격, 비타민) | 최고 엔터테이너상   |
| 11회 2012년 | 신현준 (연예가중계) (정보·오락) 유희열 (유희열의 스케치북) (음악·쇼) 차태현 (1박 2일) (버라이어티) | 최고 엔터테이너상   |
| 12회 2013년 | 문희준 (불후의 명곡 2) 김종국 (위기탈출 넘버원) 최강창민 (달빛프린스, 우리동네 예체능) 추성훈 (해피선데이-슈퍼맨이 돌아왔다) | 최고 엔터테이너상   |
| 13회 2014년 | 조우종 (리얼체험 프로젝트 인간의 조건) 정준영 (해피선데이 1박 2일) 정형돈 (우리동네 예체능) | 최고 엔터테이너상   |
| 14회 2015년 | 홍경민 (불후의 명곡: 전설을 노래하다) 신현준 (연예가중계) 이동국 (슈퍼맨이 돌아왔다) 김주혁 (1박 2일) | 최고 엔터테이너상   |
| 15회 2016년 | 남궁민 (노래싸움 - 승부) | 베스트 엔터테이너상 |
| 16회 2018년 | 최양락, 팽현숙 (살림하는 남자들) 김태진 (연예가중계) 윤시윤 (해피선데이 - 1박 2일) | 베스트 엔터테이너상 |
| 17회 2019년 | 빈칸 | 베스트 엔터테이너상 |
| 18회 2020년 | 양치승 (사장님 귀는 당나귀 귀) (리얼리티) 오윤아 (신상출시 편스토랑) (리얼리티) 류수영 (신상출시 편스토랑) (리얼리티) 홍경민 (트롯 전국체전, 슈퍼맨이 돌아왔다) (쇼/버라이어티) 연정훈 (1박 2일) (쇼/버라이어티) 승희 (축구 야구 말구) (쇼/버라이어티) | 베스트 엔터테이너상 |
| 19회 2021년 | 김병현 (사장님 귀는 당나귀 귀) (리얼리티) 후지타 사유리 (슈퍼맨이 돌아왔다) (리얼리티) 솔라 (우리가 사랑한 그 노래 새가수, 사장님 귀는 당나귀 귀) (쇼/버라이어티) 장도연 (개는 훌륭하다) (쇼/버라이어티) 홍현희 (랜선장터) (쇼/버라이어티)             | 베스트 엔터테이너상 |
| 20회 2022년 | 차예련 (신상출시 편스토랑) 연정훈 (1박 2일) 박주호 (슈퍼맨이 돌아왔다) | 베스트 엔터테이너상 |
| 21회 2023년 | 강다니엘 (살림하는 남자들) | 베스트 엔터테이너상 |
| 22회 2024년 | 문세윤 (1박 2일) 이적 (싱크로유) | 베스트 엔터테이너상 |

#### 베스트 팀워크상
- 8회 (2009년)부터 시상하기 시작하였음.

| 회차 | 연도   | 프로그램(코너)                 |
| ---- | ------ | ------------------------------ |
| 8회  | 2009년 | 천하무적 야구단                |
| 9회  | 2010년 | 해피투게더 시즌3               |
| 10회 | 2011년 | 대국민 토크쇼 안녕하세요       |
| 11회 | 2012년 | 남자의 자격 (해피선데이)       |
| 12회 | 2013년 | 우리동네 예체능                |
| 13회 | 2014년 | 불후의 명곡 2                  |
| 14회 | 2015년 | 우리동네 예체능                |
| 15회 | 2016년 | 해피투게더 시즌3               |
| 16회 | 2018년 | 대국민 토크쇼 안녕하세요       |
| 17회 | 2019년 | 해피투게더 시즌4               |
| 18회 | 2020년 | 연중 라이브                    |
| 19회 | 2021년 | 살림하는 남자들                |
| 20회 | 2022년 | 홍김동전 이별도 리콜이 되나요? |
| 21회 | 2023년 | 개그콘서트                     |
| 22회 | 2024년 | 1박 2일                        |

#### 베스트 커플상
- 14회 (2015년)부터 시상하기 시작하였음.
- 16회 (2018년), 18회 (2020년)에는 비연예인이 베스트 커플상을 수상하였음.

| 회차 | 연도   | 출연자(수상작) |
| ---- | ------ | --- |
| 14회 | 2015년 | 송해, 조우종 (나를 돌아봐)                                                                                                  |
| 15회 | 2016년 | 이광수, 정소민 (마음의 소리)                                                                                                |
| 16회 | 2018년 | 김언중, 백옥자 (김승현의 父母) (살림하는 남자들) 김준호, 김종민 (해피선데이 - 1박 2일)                                      |
| 17회 | 2019년 | 이경규, 이영자 (신상출시 편스토랑) 최보민, 신예은 (뮤직뱅크)                                                                |
| 18회 | 2020년 | 최양락, 팽현숙, 윤주만, 김예린 (살림하는 남자들) 수빈, 아린 (뮤직뱅크)                                                      |
| 19회 | 2021년 | 이휘재, 이현주 (연중 라이브) 성훈, 장원영 (뮤직뱅크)                                                                        |
| 20회 | 2022년 | 주상욱, 조재윤 (세컨 하우스) 라이언 전, 김승수 (리슨 업) 조세호, 주우재 (홍김동전) 김숙, 조나단 (갓파더 - 新가족관계증명서) |
| 21회 | 2023년 | 이채민, 홍은채 (뮤직뱅크) 박준형, 김지혜 (살림하는 남자들)                                                                  |
| 22회 | 2024년 | 문상민, 민주 (뮤직뱅크) 은지원, 백지영 (살림하는 남자들) 정태호, 남현승 (개그콘서트)                                        |

#### 베스트 챌린지상
- 17회 (2019년)부터 시상하기 시작하였음.
- 18회 (2020년)에는 예능드라마 프로그램이 수상하였음.

| 회차 | 연도   | 출연자(수상작)                    |
| ---- | ------ | --------------------------------- |
| 17회 | 2019년 | 으라차차 만수로 옥탑방의 문제아들 |
| 18회 | 2020년 | 좀비탐정                          |
| 19회 | 2021년 | 개승자                            |
| 20회 | 2022년 | 빼고파                            |
| 21회 | 2023년 | YB (지구 위 블랙박스)             |
| 22회 | 2024년 | 싱크로유                          |

#### 특별상 & 공로상
- 연속 수상자
  - 이휘재 (프로듀서 특별상, 2회, 2013-2014)
- 16회 (2018년)부터 특별상 부문 대신 올해의 스태프상이라는 이름으로 수상자가 선정되었음.
- 18회 (2020년)에는 공로상 수상이 이루어지지 않았음.
- 21회 (2023년)에는 공로상 부문 대신 공영방송 50주년 특별 공헌상이라는 이름으로 수상자가 선정되었음.

| 회차        | 특별상                       | 프로듀서 특별상                                                             | 공로상                           |
| ----------- | ---------------------------- | --------------------------------------------------------------------------- | -------------------------------- |
| 1회 2002년  | 최수종 (자유선언 토요대작전) | 빈칸                                                                        | 송해 (전국노래자랑)              |
| 2회 2003년  | 최불암 (좋은나라 운동본부)   | 빈칸                                                                        | 조영남 (체험 삶의 현장)          |
| 5회 2006년  | 김기봉, 임재섭               | 빈칸                                                                        | 허참, 한영실                     |
| 6회 2007년  | 미녀들의 수다팀              | 빈칸                                                                        | 김인협, 손영수                   |
| 7회 2008년  | 배철수 (콘서트 7080)         | 빈칸                                                                        | 문금주                           |
| 8회 2009년  | 권오중 (비타민)              | 빈칸                                                                        | 고동욱                           |
| 9회 2010년  | 박칼린 (남자의 자격)         | 김생민 (연예가중계)                                                         | 전광렬 외 7명                    |
| 10회 2011년 | 김태원 (남자의 자격)         | 이창명 (출발 드림팀 시즌2)                                                  | 강찬희                           |
| 11회 2012년 | 김영호                       | -                                                                           | 김인협 (전국노래자랑 악단장)     |
| 12회 2013년 | 강승원                       | 이휘재 (해피선데이-슈퍼맨이 돌아왔다)                                       | 장병민                           |
| 13회 2014년 | 송태호 (콘서트 7080 단장)    | 송일국 (해피선데이-슈퍼맨이 돌아왔다) 이휘재 (해피선데이-슈퍼맨이 돌아왔다) | 박영현 (기술감독)                |
| 14회 2015년 | 조태준                       | 최불암                                                                      | 진필홍                           |
| 15회 2016년 | -                            | 박진영                                                                      | -                                |
| 16회 2018년 | 김영선                       | 신현준 (연예가중계)                                                         | 배철수 (콘서트 7080)             |
| 17회 2019년 | 김승준                       | 신동엽 (불후의 명곡, 안녕하세요)                                            | 신현준 (연예가중계)              |
| 18회 2020년 | 하동금, 장지원               | 이영자 (신상출시 편스토랑) 송은이 (옥탑방의 문제아들)                       | 빈칸                             |
| 19회 2021년 | 김수애                       | 강형욱 (개는 훌륭하다)                                                      | 최수종, 하희라 (살림하는 남자들) |
| 20회 2022년 | 민지홍                       | 허재 (사장님 귀는 당나귀 귀)                                                | 故 송해 (전국노래자랑)           |
| 21회 2023년 | 남병국                       | 붐 (신상출시 편스토랑)                                                      | 김동건 (가요무대)                |
| 22회 2024년 | MC배                         | 김종민 (1박 2일)                                                            | 빈칸                             |

#### 라디오 DJ상
- 3회 (2004년) '안녕하세요 정한용과 왕영은 입니다'는 최우수 라디오 프로그램상으로 수상하였음.
- 4, 5, 7, 8회 (2005년, 2006년, 2008년, 2009년) 시상식 때는 라디오 부문을 시상하지 않았음.
- 16회 (2018년)에는 올해의 신인상, 올해의 엔터테인먼트상, 올해의 DJ상 부문으로 세분화하여 수상자를 선정하였음.
- 17회 (2019년), 18회 (2020년)는 신인 DJ상, 올해의 DJ상 부문으로 세분화하여 수상자를 선정하였음.
- 19회 (2021년)는 엔터테인먼트 DJ상, 올해의 DJ상으로 세분화하여 수상자를 선정하였음.

| 회차 | 연도   | 수상자(수상작) |
| ---- | ------ | --- |
| 1회  | 2002년 | 강타, 신혜성 (강타, 신혜성의 자유선언) |
| 2회  | 2003년 | 태진아 (쇼쇼쇼) |
| 3회  | 2004년 | 데니 안 (키스 더 라디오) 왕영은, 정한용 (안녕하세요 정한용 왕영은입니다)                                                                                                 |
| 6회  | 2007년 | 차태현, 안재욱 (차태현, 안재욱의 미스터 라디오) |
| 9회  | 2010년 | 유희열 (라디오 천국) |
| 10회 | 2011년 | 황정민 (FM대행진) 태진아 (쇼쇼쇼) |
| 11회 | 2012년 | 이현우 (음악앨범) |
| 12회 | 2013년 | 장윤주 (옥탑방 라디오) |
| 13회 | 2014년 | 유인나 (볼륨을 높여요) |
| 14회 | 2015년 | 려욱 (키스 더 라디오) |
| 15회 | 2016년 | 박명수 (박명수의 라디오쇼) |
| 16회 | 2018년 | 양파 (음악정원) (올해의 신인상) 수현 (악동뮤지션) (볼륨을 높여요) (올해의 신인상) 장항준, 김진수 (미스터 라디오) (올해의 엔터테인먼트상) 박은영 (FM대행진) (올해의 DJ상) |
| 17회 | 2019년 | 정은지 (가요광장) (신인 DJ상) 이금희 (사랑하기 좋은 날 이금희입니다) (올해의 DJ상)                                                                                       |
| 18회 | 2020년 | 강한나 (볼륨을 높여요) (신인 DJ상) 조우종 (FM대행진) (올해의 DJ상) |
| 19회 | 2021년 | 윤정수, 남창희 (미스터 라디오) (엔터테인먼트 DJ상) 박명수 (박명수의 라디오쇼) (올해의 DJ상)                                                                              |
| 20회 | 2022년 | 이기광 (가요광장), 이민혁 (키스 더 라디오) (올해의 DJ상) |
| 21회 | 2023년 | Young K (키스 더 라디오), 이은지 (가요광장) (올해의 DJ상) |
| 22회 | 2024년 | 조정식 (FM대행진), 이각경 (해피타임 4시) (올해의 DJ상) |

#### 핫이슈 예능프로그램상
- 15회 (2016년)부터 시상하기 시작하였음.
- 19회 (2021년)부터 21회(2023년)까지는 시상이 이루어지지 않았음.

| 회차 | 연도   | 출연자(수상작)    |
| ---- | ------ | ----------------- |
| 15회 | 2016년 | 마음의 소리       |
| 16회 | 2018년 | 대화의 희열       |
| 17회 | 2019년 | 신상출시 편스토랑 |
| 18회 | 2020년 | 개는 훌륭하다     |
| 19회 | 2021년 | 빈칸              |
| 20회 | 2022년 | 빈칸              |
| 21회 | 2023년 | 빈칸              |
| 22회 | 2024년 | 빈칸              |

#### 핫이슈 예능인상
- 16회 (2018년)부터 시상하기 시작하였음.
- 18회 (2020년), 20회 (2022년), 21회(2023년)는 시상이 이루어지지 않았음.

| 회차 | 연도   | 출연자(수상작) |
| ---- | ------ | --- |
| 16회 | 2018년 | 배정남 (1%의 우정) & (거기가 어딘데??) 봉태규 (슈퍼맨이 돌아왔다) 정채연 (투 제니) 화사, 로꼬 (건반 위의 하이에나) |
| 17회 | 2019년 | 백호 (으라차차 만수로) 최민환 (살림하는 남자들) 양치승 (사장님 귀는 당나귀 귀) 조명섭 (노래가 좋아)                |
| 18회 | 2020년 | 빈칸 |
| 19회 | 2021년 | 이연복 (신상출시 편스토랑) 정호영 (사장님 귀는 당나귀 귀)                                                          |
| 20회 | 2022년 | 빈칸 |
| 21회 | 2023년 | 빈칸 |
| 22회 | 2024년 | 빈칸 |

#### 디지털 콘텐츠상
- 18회 (2020년)부터 시상하기 시작하였음.

| 회차 | 연도   | 출연자(수상작)                                     |
| ---- | ------ | -------------------------------------------------- |
| 18회 | 2020년 | 김구라 (스튜디오 K - 구라철)                       |
| 19회 | 2021년 | 투모로우바이투게더 (아이돌 인간극장)               |
| 20회 | 2022년 | 이무진 (리무진서비스) 김구라 (스튜디오 K - 구라철) |
| 21회 | 2023년 | 홍은채 (은채의 스타일기)                           |
| 22회 | 2024년 | 셔누, 정우 (노포기)                                |

#### 부문별 기타 시상
12회 (2013년) 모바일 TV인기상
- 해피선데이 - 슈퍼맨이 돌아왔다

 12회 (2013년) 실험정신상
- 인간의 조건

 13회 (2014년) 인기상
- 해피선데이 - 슈퍼맨이 돌아왔다
  - 추사랑
  - 송대한, 송민국, 송만세 (삼둥이)
  - 이하루
  - 이서언, 이서준 (쌍둥이)

 15회 (2016년) 기자들이 뽑은 최고의 포토제닉상
- 이휘재, 이서언, 이서준 (쌍둥이)

 15회 (2016년) 인기상
- 해피선데이 - 슈퍼맨이 돌아왔다
  - 이재시, 이재아, 이설아, 이수아, 이시안 (오남매)
  - 이서언, 이서준 (쌍둥이)
  - 김로희
  - 이소을, 이다을

 16회 (2018년) 인기상
- 해피선데이 - 슈퍼맨이 돌아왔다
  - 이재시, 이재아, 이설아, 이수아, 이시안 (오남매)
  - 윌리엄 해밍턴, 벤틀리 해밍턴
  - 고승재
  - 봉시하
  - 박나은, 박건후

 17회 (2019년) 베스트 아이콘상
- 슈퍼맨이 돌아왔다
  - 윌리엄 해밍턴, 벤틀리 해밍턴
  - 박나은, 박건후
  - 문희율
  - 홍라원, 홍라임
  - 도연우, 도하영

 18회 (2020년) 베스트 아이콘상
- 슈퍼맨이 돌아왔다
  - 윌리엄 해밍턴, 벤틀리 해밍턴
  - 박나은, 박건후, 박진우
  - 도연우, 도하영
  - 홍라원, 홍라임
  - 강하오
  - 박하준, 박하연
  - 이주은, 이태강, 이주율

 18회 (2020년) 스페셜 프로그램상
- 대한민국 어게인 나훈아

 19회 (2021년) 베스트 아이콘상
- 슈퍼맨이 돌아왔다
  - 윌리엄 해밍턴, 벤틀리 해밍턴
  - 박나은, 박건후, 박진우
  - 박하준, 박하연
  - 후지타 젠

 19회 (2021년) 인기상
- 송가인 (트롯 전국체전, 트롯 매직유랑단)
- 류수영 (신상출시 편스토랑)

 20회 (2022년) 베스트 아이콘상
- 슈퍼맨이 돌아왔다
  - 박나은, 박건후, 박진우
  - 후지타 젠
  - 신민준, 신예준, 신민서
  - 김단우, 김연우
  - 김은우
  - 연준범
- 사장님 귀는 당나귀 귀
  - 곽범, 정호영, 이대형, 허재, 김병현, 유희관, 김정태

 20회 (2022년) 인기상
- 김준호 (슈퍼맨이 돌아왔다)
- 잔나비 (불후의 명곡 - 전설을 노래하다)
- 장도연 (개는 훌륭하다)

 21회 (2023년) 인기상
- 슈퍼맨이 돌아왔다
  - 박나은, 박건후, 박진우
  - 강정안, 강정우
  - 김은우, 김정우
  - 연준범
  - 이담호, 이도호
  - 정수아, 정수애, 정수현, 정재범, 정하늘

 21회 (2023년) 베스트 아이콘상
- 사장님 귀는 당나귀 귀
  - 추성훈
- 리무진 서비스
  - 이무진

 22회 (2024년) 베스트 아이콘상
- 슈퍼맨이 돌아왔다
  - 연준범
  - 김은우, 김정우
  - 장지우, 장시우
  - 박재이
- 사장님 귀는 당나귀 귀
  - 엄지인
- 신상출시 편스토랑
  - 이연복

 22회 (2024년) 인기상
- 살림하는 남자들
  - 박영규
- 리무진 서비스
  - 이무진

## 진행자
| 회차 | 연도                         | MC (진행자)                  |
| ---- | ---------------------------- | ---------------------------- |
| 1    | 2002년                       | 신동엽, 이효리               |
| 2    | 2003년                       | 신동엽, 이효리               |
| 3    | 2004년                       | 이휘재, 강수정               |
| 4    | 2005년                       | 이휘재, 강수정               |
| 5    | 2006년                       | 이휘재, 백승주, 김경란       |
| 6    | 2007년                       | 신동엽, 이효리               |
| 7    | 2008년                       | 신동엽, 이지애, 김성은       |
| 8    | 2009년                       | 이경규, 이지애, 윤아         |
| 9    | 2010년                       | 신동엽, 이지애, 신봉선       |
| 10   | 2011년                       | 신동엽, 이지애, 윤아         |
| 11   | 2012년                       | 신동엽, 이지애, 수지         |
| 12   | 2013년                       | 신동엽, 서인국, 구하라       |
| 13   | 2014년                       | 신동엽, 성시경, 유희열       |
| 14   | 2015년                       | 신동엽, 성시경, 설현         |
| 15   | 2016년                       | 이휘재, 유희열, 혜리         |
| 16   | 2018년                       | 신현준, 윤시윤, 설현         |
| 17   | 2019년                       | 전현무, 장동윤, 손담비 (1부) |
| 17   | 김준현, 장동윤, 손담비 (2부) |                              |
| 18   | 2020년                       | 전현무, 김준현, 진세연       |
| 19   | 2021년                       | 김성주, 문세윤, 한선화       |
| 20   | 2022년                       | 문세윤, 찬희, 설인아         |
| 21   | 2023년                       | 신동엽, 주우재, 조이현       |
| 22   | 2024년                       | 이준, 이찬원, 이영지         |

- 최다 진행자
  - 신동엽 (11회, 2002-2003, 2007-2008, 2010-2015, 2023)
  - 이지애 (5회, 2008-2012)
  - 이휘재 (4회, 2004-2006, 2016)
  - 이효리 (3회, 2002-2003, 2007)

## 뒷이야기 및 논란
- 유재석은 연예대상 총 18회 수상으로 방송 3사 중 2개 방송사에서 연예대상 최다 수상자로 기록되어 있다. (KBS 2회, MBC 8회, SBS 8회 수상)
- 역대 연예대상 2관왕 수상자로는 강호동, 유재석, 이영자가 있다.[3]
  - 강호동 - 2008년 KBS, MBC 연예대상
  - 유재석 - 2009년 MBC, SBS 연예대상, 2014년 KBS, MBC 연예대상
  - 이영자 - 2018년 KBS, MBC 연예대상
- KBS 연예대상 최다 수상자로는 신동엽 (2002년, 2012년, 2022년), 김종민 (2011년, 2016년, 2023년), 유재석 (2005년, 2014년), 강호동 (2008년, 2009년), 문세윤 (2021년, 2023년) 이 있다.
- 2011년 연예대상은 프로그램 멤버 단체가 대상을 수상했는데,[4] 수상자 선정 시 대상 후보에 없었던 팀에게 대상을 시상하면서 많은 비판을 받았다. 당초 이경규, 김병만, 신동엽, 유재석, 이승기 등 총 5명의 후보였으며, 이 중 《개그콘서트》에서 화제를 모은 코너인 《달인》에서 뜨거운 인기를 얻은 김병만이 유력한 후보였지만 아무도 예상치 못한 《1박 2일》팀이 단체로 대상을 수상하면서 급조된 시상이 아니냐는 의혹을 샀다.
- 2018년 연예대상은 2002년 연예대상 시상식 개최 이후 최초로 여성이 대상을 수상했다.[5]
- 2019년 연예대상은 2011년 연예대상 시상식 이후 역대 두 번째로 프로그램 멤버 단체가 대상을 수상했으며,[6][7] 이로 인해 샘 해밍턴은 방송 3사 최초 재한 외국인 연예대상 수상자라는 기록을 쓰게 됐고, 도경완은 현역 아나운서 신분으로는 최초로 자사 연예대상 수상에 성공했으며, 박주호는 현역 K-리거 최초로 지상파 연말 시상식의 대상을 수상하는 기록을 쓰게 됐다.
- 2020년 연예대상은 개그콘서트의 종영으로 인해 코미디 부문의 시상이 없었다.[8] 또한, 코로나19 범유행으로 인해 일부 비대면 형태로 시상식이 진행되면서 대상 후보자 및 부문별 시상자들만 참석했으며 대상을 제외한 다른 부문의 수상자들은 현장에 참석하지 않고 사전 녹화된 영상으로 대신 수상 소감을 전했다.[9] 대상은 김숙이 수상하게 되면서 연예대상 시상식 개최 이후 역대 두 번째로 여성이 대상을 수상했다.[10]
- 2021년 연예대상은 대면 형태로 시상식이 진행됐으나 코로나19 범유행이 아직 사라지지 않았기 때문에 객석 마스크 착용, 무관객 진행 등이 이루어졌다. 시상식 트로피 역시 MC석 및 시상자석과 최대한 멀리 떨어져 배치되었고 수상자 호명 시 본인이 직접 가져가는 형태로 진행됐다. 대상은 문세윤이 수상하게 되면서 2012년 이후 9년 만에 연예대상 MC가 대상을 수상하는 모습이 비춰지기도 했다.[11]
- 2022년 연예대상은 신동엽이 수상하게 되면서 KBS 연예대상 시상식이 최초로 개최된 2002년 이후 10년 주기로 대상을 연속해서 3회 이상 수상하는 기록이 나오게 됐다.[12]
- 2023년 연예대상은 《1박 2일》팀이 수상하면서,[13] 방송 3사 연예대상 시상식 최초로 특정 프로그램이 한 시상식에서 2회 대상을 수상하는 기록을 쓰게 됐다.[14]

## 방송 채널
| 연도                           | 방송 채널 |
| ------------------------------ | --------- |
| 1987년 ~ 1993년                | KBS 1TV   |
| 1994년 ~ 1995년, 2002년 ~ 현재 | KBS 2TV   |

## 시청률
| 회차 | 방송 일자        | AGB닐슨 시청률                | AGB닐슨 시청률                |
| 회차 | 방송 일자        | 대한민국(전국)                | 서울(수도권)                  |
| ---- | ---------------- | ----------------------------- | ----------------------------- |
| 1회  | 2002년 12월 28일 | 19.7%(1부) 22.7%(2부)         | 18.7%(1부) 21.8%(2부)         |
| 2회  | 2003년 12월 27일 | 20.1%(1부) 25.0%(2부)         | 19.6%(1부) 25.2%(2부)         |
| 3회  | 2004년 12월 25일 | 12.7%(1부) 13.6%(2부)         | 12.1%(1부) 14.6%(2부)         |
| 4회  | 2005년 12월 24일 | 13.4%(1부) 15.8%(2부)         | 13.6%(1부) 16.0%(2부)         |
| 5회  | 2006년 12월 23일 | 16.5%(1부) 18.1%(2부)         | 17.6%(1부) 19.2%(2부)         |
| 6회  | 2007년 12월 22일 | 14.3%(1부) 17.7%(2부)         | 14.1%(1부) 17.9%(2부)         |
| 7회  | 2008년 12월 27일 | 18.3%(1부) 27.1%(2부)         | 18.5%(1부) 27.3%(2부)         |
| 8회  | 2009년 12월 26일 | 16.0%(1부) 24.6%(2부)         | 17.2%(1부) 25.8%(2부)         |
| 9회  | 2010년 12월 25일 | 13.6%(1부) 22.7%(2부)         | 15.4%(1부) 24.2%(2부)         |
| 10회 | 2011년 12월 24일 | 13.4%(1부) 20.0%(2부)         | 14.0%(1부) 20.6%(2부)         |
| 11회 | 2012년 12월 22일 | 12.2%(1부) 16.2%(2부)         | 15.5%(1부) 19.5%(2부)         |
| 12회 | 2013년 12월 21일 | 13.5%(1부) 15.1%(2부)         | 14.0%(1부) 16.1%(2부)         |
| 13회 | 2014년 12월 27일 | 14.4%(1부) 15.0%(2부)         | 14.7%(1부) 16.0%(2부)         |
| 14회 | 2015년 12월 26일 | 9.7%(1부) 12.1%(2부)          | 10.5%(1부) 12.2%(2부)         |
| 15회 | 2016년 12월 24일 | 10.1%(1부) 12.8%(2부)         | 9.6%(1부) 13.1%(2부)          |
| 16회 | 2018년 12월 22일 | 7.1%(1부) 8.2%(2부) 7.7%(3부) | 7.2%(1부) 8.5%(2부) 8.1%(3부) |
| 17회 | 2019년 12월 21일 | 7.6%(1부) 7.7%(2부)           | 6.8%(1부) 7.9%(2부)           |
| 18회 | 2020년 12월 24일 | 5.5%(1부) 3.5%(2부)           | 5.7%(1부) 4.1%(2부)           |
| 19회 | 2021년 12월 25일 | 7.3%(1부) 5.7%(2부)           | 6.4%(1부) 5.4%(2부)           |
| 20회 | 2022년 12월 24일 | 5.2%(1부) 4.8%(2부)           | 4.9%(1부) 4.7%(2부)           |
| 21회 | 2023년 12월 23일 | 5.2%(1부) 3.6%(2부)           | 미집계                        |
| 22회 | 2024년 12월 21일 | 4.6%(1부) 3.8%(2부)           | 4.1%(1부) 3.8%(2부)           |

## 연예대상 경쟁 프로그램
- MBC 방송연예대상
- SBS 연예대상